# 기묘제현수필
기묘제현수필(己卯諸賢隨筆)은 조선 중종 13년(1518년)에 안처순(1492∼1534)이 구례현감에 제수되어 떠날 때, 지인들이 이별을 아쉬워하며 써준 송별 시문을 모아 엮은 첩이다.
대한민국 보물 제1197호이다. 간찰들로서 당시 홍문관 박사로 재직하던 안처순이 구례현감으로 부임하게 되자 그의 친한 벗들이 이별의 정을 담은 시문을 써서 그에게 주었는데, 그들 대부분이 기묘명현이었다.
안처순의 손자인 안응국이 책으로 묶어 기묘제현수필이라 제하였다. 글씨는 석봉 한호의 친필로 쓰여졌다. 선조 36년(1603년)에 당시 전라감사 한준겸과 대재학 이호민의 주선으로 국장의 기술로 배접하여 병풍첩으로 만들었고, 표지로 보호되어 훼손없이 잘 보존되어 있다.

## 참고자료
- 기묘제현수필 - 국가유산청 국가유산포털